# Fundão
Fundão – miejscowość w Portugalii, leżąca w dystrykcie Castelo Branco, w regionie Centrum w podregionie Cova da Beira. Miejscowość jest siedzibą gminy o tej samej nazwie.

## Demografia
| Liczba ludności gminy Fundão (1801–2011) | Liczba ludności gminy Fundão (1801–2011) | Liczba ludności gminy Fundão (1801–2011) | Liczba ludności gminy Fundão (1801–2011) | Liczba ludności gminy Fundão (1801–2011) | Liczba ludności gminy Fundão (1801–2011) | Liczba ludności gminy Fundão (1801–2011) | Liczba ludności gminy Fundão (1801–2011) | Liczba ludności gminy Fundão (1801–2011) | Liczba ludności gminy Fundão (1801–2011) |
| ---------------------------------------- | ---------------------------------------- | ---------------------------------------- | ---------------------------------------- | ---------------------------------------- | ---------------------------------------- | ---------------------------------------- | ---------------------------------------- | ---------------------------------------- | ---------------------------------------- |
| 1801                                     | 1849                                     | 1900                                     | 1930                                     | 1960                                     | 1981                                     | 1991                                     | 2001                                     | 2004                                     | 2011                                     |
| 14 658                                   | 15 821                                   | 35 248                                   | 42 932                                   | 47 593                                   | 32 089                                   | 31 687                                   | 31 482                                   | 31 297                                   | 29 213                                   |

## Sołectwa
Sołectwa gminy Fundão (ludność wg stanu na 2011 r.):
- Alcaide – 616 osób
- Alcaria – 1180 osób
- Alcongosta – 497 osób
- Aldeia de Joanes – 1333 osoby
- Aldeia Nova do Cabo – 600 osób
- Alpedrinha – 1087 osób
- Atalaia do Campo – 546 osób
- Barroca – 496 osób
- Bogas de Baixo – 194 osoby
- Bogas de Cima – 347 osób
- Capinha – 494 osoby
- Castelejo – 656 osób
- Castelo Novo – 406 osób
- Donas – 863 osoby
- Enxames – 520 osób
- Escarigo – 224 osoby
- Fatela – 564 osoby
- Fundão – 9236 osób
- Janeiro de Cima – 306 osób
- Lavacolhos – 236 osób
- Mata da Rainha – 149 osób
- Orca – 650 osób
- Pêro Viseu – 728 osób
- Póvoa de Atalaia – 642 osoby
- Salgueiro – 690 osób
- Silvares – 968 osób
- Soalheira – 891 osób
- Souto da Casa – 807 osób
- Telhado – 618 osób
- Vale de Prazeres – 1267 osób
- Valverde – 1402 osoby